# Ferreira-a-Nova
Ferreira-a-Nova ist eine Gemeinde (Freguesia) in Portugal und gehört zum Kreis (Concelho) von Figueira da Foz.

## Geschichte
Die ehemals Santa Eulália de Ferreira-a-Nova bezeichnete Gemeinde gehörte seit dem 12. Jahrhundert zum Kloster Santa Cruz in Coimbra. Nachdem es später zum Kreis von Alhadas gehört hatte, wurde es dem Kreis von Maiorca angegliedert, bis dieser 1853 aufgelöst und dem Kreis von Figueira da Foz angegliedert wurde.
Der Ort, der etwas abgelegen im Norden des Kreises liegt, versucht seit 2012 mit einer Prämie von 250 Euro für jedes Neugeborene dem Rückgang seiner Einwohnerzahl entgegenzuwirken.

## Kultur, Sport und Sehenswürdigkeiten
Die Lagoa das Queridas ist ein beschaulicher, zum Baden geeigneter See in der Gemeinde.
Seit 1861 findet im Ort Ferreira-a-Nova an jedem 3. des Monats ein großer Markt statt, der zu den größten im Küstengebiet der Região Centro gehört.
Unter den wenigen zu besichtigen Bauwerken der Gemeinde ist die Gemeindekirche, die ursprünglich vermutlich von Kreuzrittern erbaut, im 16. Jahrhundert neu errichtet, und im 17. und im 19. Jahrhundert umgebaut wurde. Das alte Waschhaus (Lavadouro) und die winzige Capela da Nossa Senhora de Fátima (dt.: Kapelle Unserer Lieben Frau von Fátima) sind weitere Sehenswürdigkeiten.
Am 25. Juli findet alljährlich das São-Tomé-Fest statt, mit Prozessionen, Schauen mit geschmückten Holstein-Rindern, und neben einer Reihe gastronomischer und anderer Stände auch auf verschiedenen Bühnen Musik und Volkstanz geboten werden.

## Verwaltung
Ferreira-a-Nova ist Sitz einer gleichnamigen Gemeinde (Freguesia) im Kreis (Concelho) von Figueira da Foz, im Distrikt Coimbra. Am 19. April 2021 hatte die Gemeinde 2117 Einwohner auf einer Fläche von 27,8 km².
Im Zuge der Neuordnung der Verwaltungsgliederung Portugals wurde die Gemeinde Santana 2013 aufgelöst und der Gemeinde Ferreira-a-Nova angegliedert. Damit stieg die Bevölkerungszahl der Gemeinde um die 1058 Einwohner Santanas (Stand 2011) auf 2521.
Folgende Orte liegen in der Gemeinde Ferreira a Nova:
| - Azenha Nova - Porto Carvalho - Três Azenhas - Ferreira-a-Nova - Porto de Lamas | - Casal da Areia - Canosa - Zangas - Tromelgo - Coentros | - Netos - Queridas - Pontinhas |

Dazu kommen die drei Ortschaften der ehemaligen Gemeinde Santana:

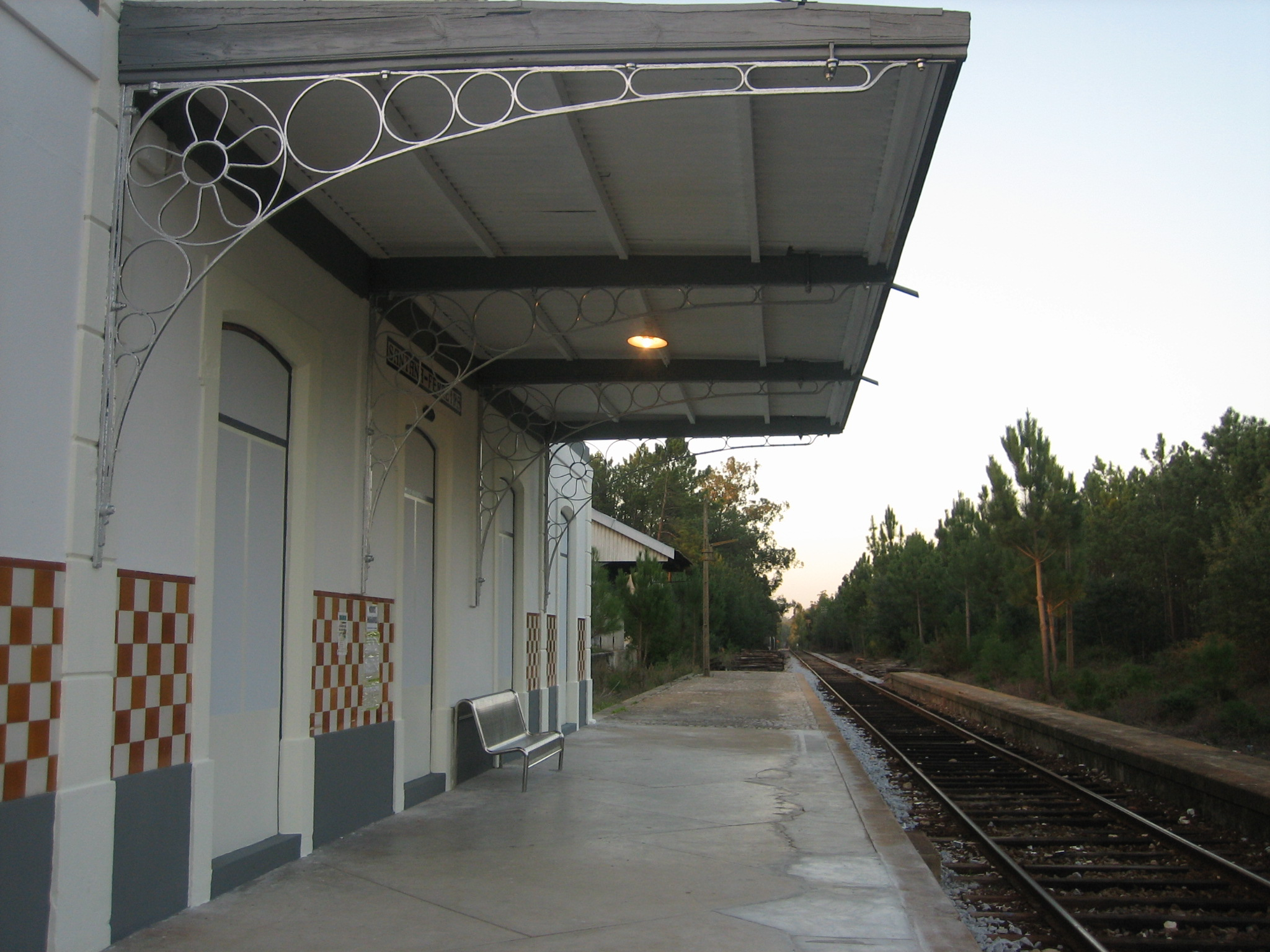
Der Eisenbahn-Haltepunkt Santana - Ferreira

- Santana
- Foja
- Monte de Ferrestelo

## Verkehr
Bis zur Aussetzung des Ramal da Figueira da Foz 2009 hatte die Gemeinde durch ihren gemeinsamen Bahnhof mit Santana einen Eisenbahnanschluss. Der Abschluss der Erneuerungsarbeiten und die Wiedereröffnung der Strecke sind angesichts der Finanzkrise des Landes bis auf Weiteres aufgeschoben.
Die Autobahn A17 führt durch das Gemeindegebiet, mit Quiaios als nächste Ausfahrt südlich, und Escoral/Tocha nördlich. Dazu führt die Nationalstraße 109 am Gemeindegebiet vorbei.

## Wirtschaft
Viehzucht und Klein-Landwirtschaft sind die bestimmenden wirtschaftlichen Aktivitäten in der Gemeinde, deren Bevölkerung in ihrer Mehrheit Beschäftigung in den zentraleren Gemeinden des Kreises von Figueira da Foz findet.